# Trachymyrmex turrifex
Trachymyrmex turrifex is een mierensoort uit de onderfamilie van de Myrmicinae. De wetenschappelijke naam van de soort is voor het eerst geldig gepubliceerd in 1903 door Wheeler, W.M..